# Granio Liciniano
Granio Liciniano escritor histórico y anticuario romano del siglo II que vivió en la época de Adriano y de quien solo se conservan algunos fragmentos de sus obras. Se cree que habría escrito "Fasti", que es mencionado por Macrobio. Es probablemente el mismo Granio nombrado por Pescenio Festo (Festus).

## Historia
Granio recopiló en una "novela" un epítome de la historia de Roma hasta la muerte de Julio César haciendo hincapié en los hechos narrados por Tito Livio y Salustio. Constaba de unos 36 libros llenos de anécdotas curiosas y tenía puntos de vista originales sobre algunas materias; por ejemplo, a su juicio Salustio debía ser leído más como orador que como historiador. A pesar del estrago y las frecuentes lagunas, el texto de la obra resulta muy útil y es fuente única en algunos aspectos, como en su libro trigésimoquinto, en que se refiere el asedio de Roma durante la Guerra civil del año 87 a. C. Algunos fragmentos de los libros relativos a los años 163 a 78 a. C. se han preservado en el manuscrito Add. 17212 descubierto en 1853, un doble palimpsesto que contiene una copia de la obra de la quinta centuria d. C. sobreescrito por otros escritos de la sexta centuria  Granio también escribió Cenae Suae, una pequeña enciclopedia erudita sobre sus intereses como anticuario a la manera de las Noches áticas de Aulo Gelio.

## Ediciones
- K.A. Pertz (1857), editio princeps;[5] downloadable.
- Seven Bonn students (1858)
- M. Flemisch, Granius Licinianus. Eine text-, sprach- und quellenkritische Untersuchung (1899/1900, 1902, 1904)